# John Strutt
John William Strutt, 3r Baró de Rayleigh (Langford Grove, Anglaterra 1842 - Witham, Anglaterra 1919) fou un professor universitari i físic anglès guardonat amb el Premi Nobel de Física el 1904.

## Biografia
Nascut el 12 de novembre de 1842 a la població del comtat d'Essex Langford Grove, va patir una infància difícil al tenir una gran fragilitat física i una mala salut.
Va estudiar matemàtiques al Trinity College de la Universitat de Cambridge el 1861, graduant-se l'any 1865. El 1873 va heretar el títol de baró a la mort del seu pare John James Strutt. Va començar a treballar en 1879 com a professor de física experimental d'aquesta universitat i com a director del Laboratori Cavendish de física experimental entre 1879 i 1884.
El 1887 es va traslladar a Londres, on fou professor de filosofia natural de la Royal Society fins al 1905. D'aquesta prestigiosa societat en fou secretari entre 1887 i 1896 i president entre 1905 i 1908. Des de 1892 fins a l'any 1901 va actuar com a governador del comtat d'Essex per exprés desig del rei i fou canceller de la Universitat de Cambridge des de 1908 fins al 1919.

## Recerca científica

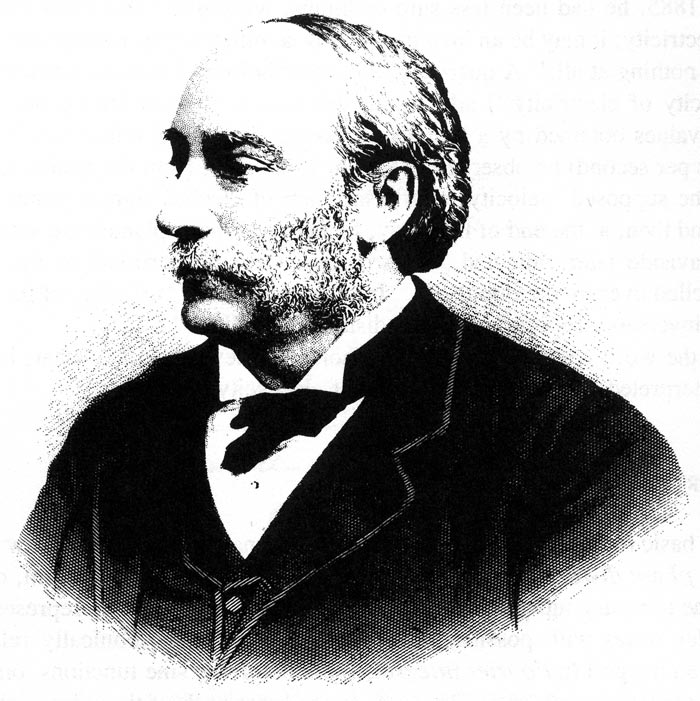
John William Strutt

Les primeres investigacions de Rayleigh es recullen en la seva obra The Theory of Sound (2 vols., 1877-1878), en la qual es descriu un nou procediment per a amidar les vibracions acústiques, coneguda com l'ona Rayleigh. En el camp de l'òptica va realitzar una sèrie de treballs sobre la polarització de la llum, va contribuir a la teoria de la radiació del cos negre i va assolir donar una explicació del color blau del cel. A més va ser el responsable de la determinació d'unitats elèctriques de mesura i va realitzar treballs sobre la llum, el color, l'electricitat, la dinàmica de la ressonància i les vibracions de gasos i sòlids elàstics.
Va fer estudis sobre la capil·laritat i l'electromagnetisme, va aportar idees a la teoria de la formació i estabilitat de les venes líquides i va assistir als estudis de mecànica de medis continus en substàncies anfipàtiques realitzats per Agnes Pockels. Però probablement la seva tasca científica més important va consistir en la curosa determinació de les densitats dels gasos atmosfèrics. Buscant una explicació a la diferència de densitats del nitrogen de l'aire i de l'obtingut a partir del nitrat d'amoni, va descobrir, en col·laboració amb William Ramsay, l'element químic argó l'any 1894.
El 1904 fou guardonat amb el Premi Nobel de Física per les seves investigacions sobre la densitat d'un bon nombre de gasos així com pel descobriment de l'argó.
John Strutt morí el 30 de juny de 1919 a la població anglesa de Witham.

## Reconeixements
En honor seu s'anomenà el cràter Rayleigh de la Lluna i el cràter Rayleigh de Mart.